# Doratomyces columnaris
Doratomyces columnaris är en svampart som beskrevs av H.J. Swart 1967. Doratomyces columnaris ingår i släktet Doratomyces och familjen Microascaceae.   Inga underarter finns listade i Catalogue of Life.